# Hãng luật

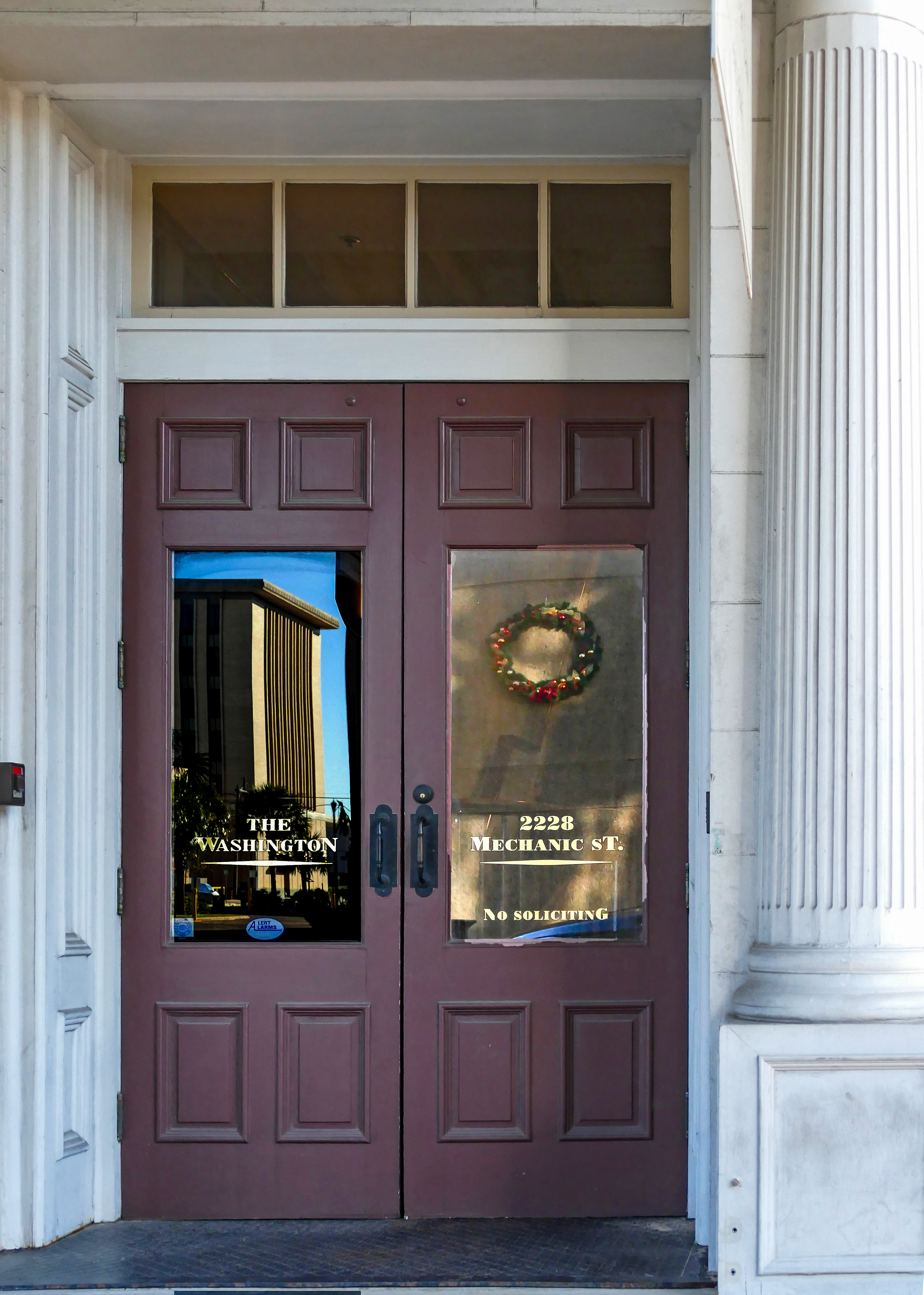
Một hãng luật ở Mỹ

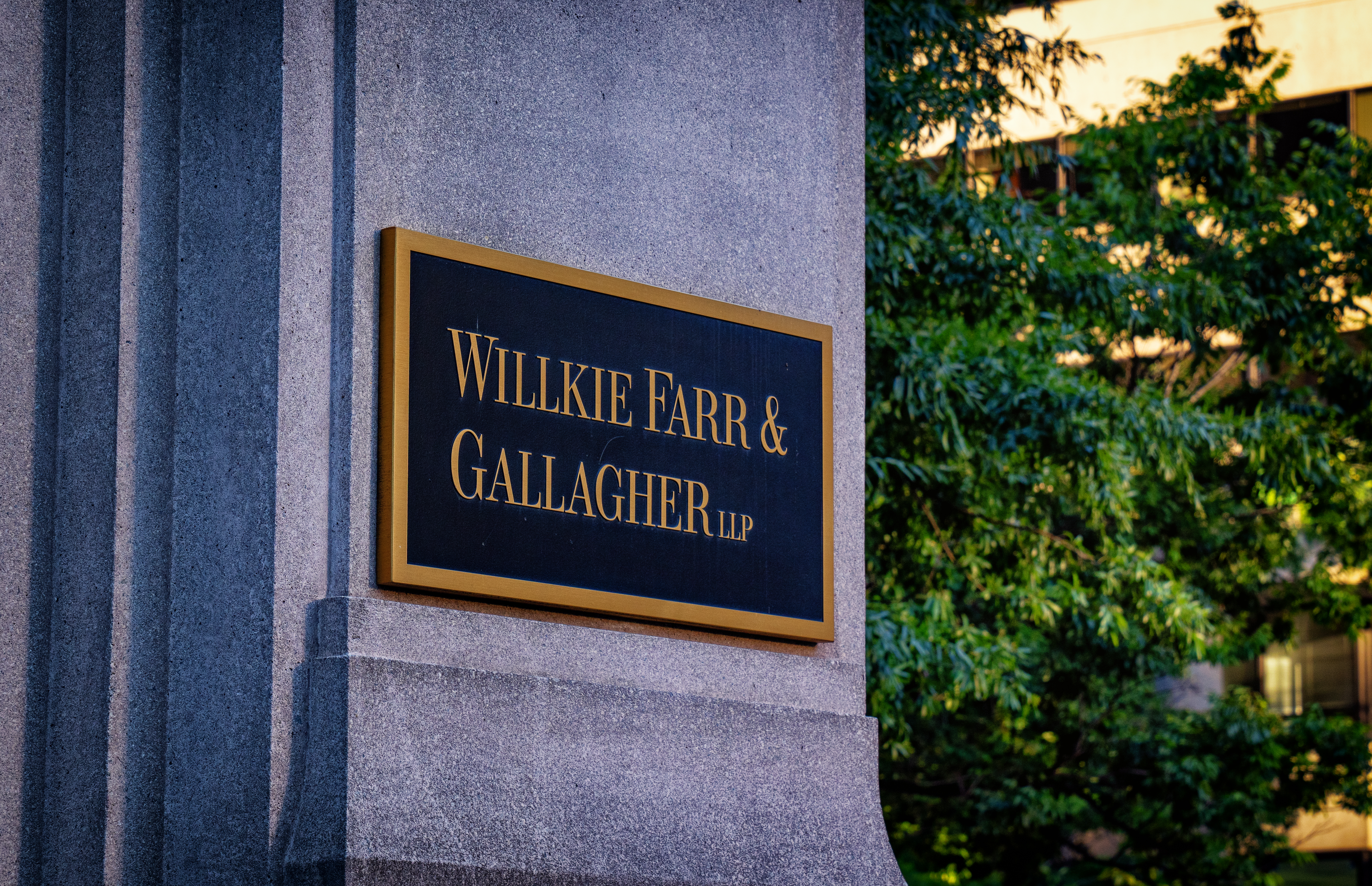
Một hãng luật hợp danh ở Mỹ

Hãng luật (Law firm) hay công ty luật là một thực thể kinh doanh được thành lập từ một hoặc nhiều luật sư và cộng sự để tham gia vào việc hành nghề luật. Dịch vụ chính do một công ty luật cung cấp là tư vấn pháp lý cho khách hàng (cá nhân, tổ chức) về quyền và trách nhiệm hợp pháp của họ, đại diện cho khách hàng trong vụ án dân sự hoặc vụ án hình sự để bảo vệ, bào chữa cho thân chủ, các giao dịch kinh doanh, giao dịch dân sự và các vấn đề khác cần tư vấn pháp lý và hỗ trợ pháp lý khác. Các hãng luật được tổ chức theo nhiều loại hình khác nhau, tùy thuộc vào khu vực pháp lý mà công ty hành nghề bao gồm hành nghề cá nhân độc lập và chịu trách nhiệm về mọi khoản lợi nhuận, thua lỗ và nghĩa vụ (ở Việt Nam thường gọi là Văn phòng luật sư). Các công ty luật có thể có quy mô khác nhau. Các công ty luật nhỏ nhất là các luật sư hành nghề độc lập, chiếm phần lớn số lượng các công ty luật ở hầu hết các quốc gia. Các công ty luật nhỏ có xu hướng tập trung vào các chuyên ngành luật cụ thể (chẵng hạn như pháp luật bằng sáng chế, luật lao động, luật thuế, bào chữa hình sự, biện luận thương tích); các công ty lớn hơn có thể bao gồm một số nhóm luật sư hành nghề chuyên nghiệp, cho phép công ty đa dạng hóa cơ sở khách hàng và thị trường, đồng thời cung cấp nhiều sản phẩm dịch vụ khác nhau cho khách hàng.

## Đại cương
Công ty chuyên nghiệp có thể phát hành cổ phiếu cho các luật sư theo cách tương tự như công ty kinh doanh; Công ty trách nhiệm hữu hạn, trong đó các chủ sở hữu luật sư được gọi là "thành viên" nhưng không phải chịu trách nhiệm trực tiếp với các chủ nợ bên thứ ba của công ty luật; công ty luật hợp danh, tập hợp nhiều luật sư tham gia và các cộng sự, đó là hình thức Hợp danh trách nhiệm hữu hạn (LLP), trong đó các luật sư-chủ sở hữu là đối tác với nhau, nhưng không có đối tác nào phải chịu trách nhiệm với bất kỳ chủ nợ nào của công ty luật cũng như không có đối tác nào phải chịu trách nhiệm cho bất kỳ hành vi bất cẩn nào của bất kỳ đối tác nào khác. LLP được đánh thuế như một quan hệ đối tác trong khi vẫn được hưởng sự bảo vệ trách nhiệm của một công ty, ngoài ra còn có Hiệp hội chuyên nghiệp như hội luật sư, hội luật gia hoạt động tương tự như một công ty chuyên nghiệp hoặc công ty trách nhiệm hữu hạn. Tại Hoa Kỳ, lệnh cấm hoàn toàn đối với quyền sở hữu của những người không phải là luật sư này đã được Hiệp hội Luật sư Hoa Kỳ mã hóa thành đoạn (d) của Quy tắc 5.4 trong Quy tắc mẫu về đạo đức nghề nghiệp và đã được áp dụng dưới hình thức này hay hình thức khác tại tất cả các khu vực pháp lý của Hoa Kỳ ngoại trừ Quận Columbia. 
Ở Mỹ, nhiều người trong ngành luật tin rằng một luật sư làm việc với tư cách là cổ đông-nhân viên của một công ty luật đại chúng có thể bị cám dỗ đánh giá các quyết định theo tác động của chúng đối với giá cổ phiếu và các cổ đông, điều này sẽ trực tiếp xung đột với nghĩa vụ của luật sư đối với khách hàng và tòa án. Tuy nhiên, những người chỉ trích quy tắc này tin rằng đó là một cách không phù hợp để bảo vệ quyền lợi của khách hàng và rằng nó hạn chế nghiêm trọng tiềm năng đổi mới các dịch vụ pháp lý ít tốn kém hơn và chất lượng cao hơn có thể mang lại lợi ích cho cả người tiêu dùng bình thường và doanh nghiệp. Năm 2025, Arizona trở thành tiểu bang đầu tiên cho phép "các cơ cấu kinh doanh thay thế" với chủ sở hữu không phải là luật sư. KPMG là cơ cấu kinh doanh thay thế đầu tiên giành được sự chấp thuận có điều kiện để hành nghề luật sư tại Arizona, nhưng với điều kiện là không thể cung cấp dịch vụ pháp lý cho khách hàng mà KPMG hoặc các công ty thành viên của KPMG đã cung cấp dịch vụ kiểm toán hoặc chứng thực. Luật sư ở các thành phố và thị trấn nhỏ có thể vẫn hành nghề theo kiểu cũ, nhưng hầu hết luật sư ở thành thị có xu hướng chuyên môn hóa cao do tính phức tạp quá mức của luật pháp hiện nay. Vì vậy, một số công ty nhỏ ở các thành phố chỉ chuyên hành nghề một loại luật (như việc làm, chống độc quyền, sở hữu trí tuệ, quỹ đầu tư, viễn thông hoặc hàng không) và được gọi là công ty luật quy mô vừa và nhỏ.

## Chú thích

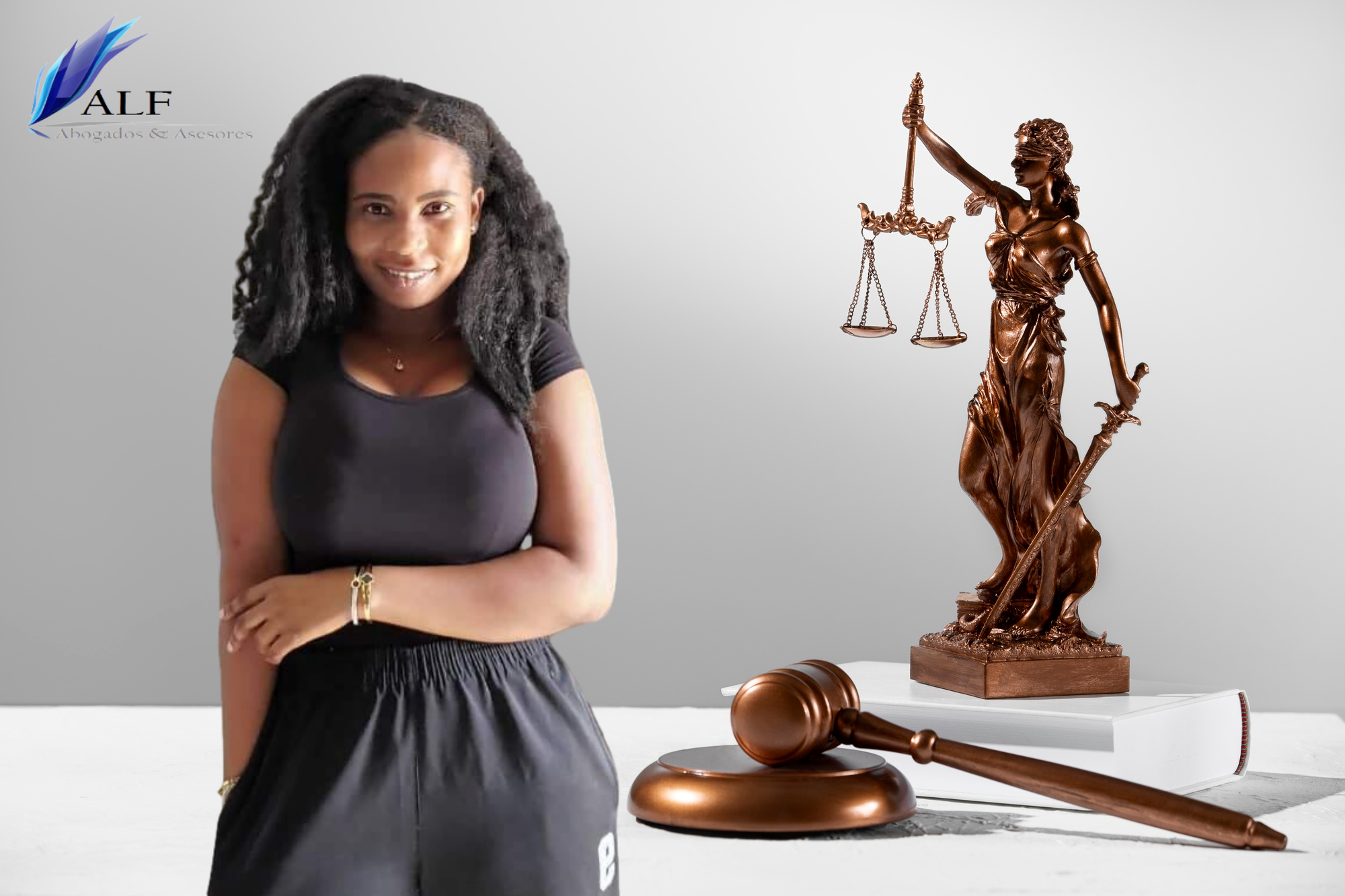
Thương hiệu một hãng luật